# Гронович, Анджей
Анджей Ежи Гронович (пол. Andrzej Jerzy Gronowicz; 7 марта 1951, Пила) — польский гребец-каноист, выступал за сборную Польши на всём протяжении 1970-х годов. Серебряный призёр летних Олимпийских игр в Монреале, серебряный и дважды бронзовый призёр чемпионатов мира, победитель многих регат национального и международного значения. Также известен как тренер по гребле на байдарках и каноэ.

## Биография
Анджей Гронович родился 7 марта 1951 года в городе Пила Великопольского воеводства. Активно заниматься греблей начал в раннем детстве, проходил подготовку в местном спортивном клубе «Стомилу Ольштын».
Первого серьёзного успеха на взрослом международном уровне добился в 1972 году, когда попал в основной состав польской национальной сборной и благодаря череде удачных выступлений удостоился права защищать честь страны на летних Олимпийских играх в Мюнхене — участвовал в программе двухместных каноэ на дистанции 1000 метров, но сумел дойти только до стадии полуфиналов.
В 1973 году Гронович выступил на чемпионате мира в финском Тампере, где на пятистах метрах стал бронзовым призёром в двойках. В следующем сезоне на мировом первенстве в Мехико в двойках на тысяче метрах получил серебряную медаль. Будучи одним из лидеров гребной команды Польши, благополучно прошёл квалификацию на Олимпийские игры 1976 года в Монреале — на сей раз вместе с напарником Ежи Опарой завоевал серебро в полукилометровой гонке двоек, пропустив вперёд только советский экипаж Сергея Петренко и Александра Виноградова. Также они с Опарой стартовали на километре, но здесь финишировали в финале лишь четвёртыми, немного не дотянув до призовых позиций.
После монреальской Олимпиады Анджей Гронович остался в основном составе польской национальной сборной и продолжил принимать участие в крупнейших международных регатах. Так, в 1977 году на чемпионате мира в болгарской Софии он добавил в послужной список бронзовую медаль, добытую в двойках на тысяче метрах. Вскоре по окончании этих соревнований принял решение завершить спортивную карьеру, уступив место в сборной молодым польским гребцам.
Впоследствии довольно успешно работал тренером по гребле на байдарках и каноэ. В 1988 году переехал в Канаду, где возглавил каноэ-клуб города Саскатун. В соответствии с Национальной квалификационной программой тренеров был признан тренером третьей категории, многие его подопечные выступали на Олимпийских играх и чемпионатах мира.